# Whitehall (New York)
Pour les articles homonymes, voir Whitehall (homonymie).
Ne doit pas être confondu avec Whitehall (village, New York).
Whitehall est une ville du comté de Washington, dans l'État de New York, aux États-Unis,. En 2010, elle compte une population de 4 042 habitants.

## Démographie
Lors du recensement de 2010, la ville comptait une population de 4 042 habitants, tandis qu'en 2016, elle est estimée à 3 948 habitants.